# San Pedro (Santistevan)
San Pedro es una localidad y municipio de Bolivia, ubicado en la provincia Obispo Santistevan del departamento de Santa Cruz. El municipio tiene una superficie de 370,62 km² y cuenta con una población de 19.103 habitantes (según el Censo INE 2012). La localidad de San Pedro se encuentra a una distancia de 134 km de la ciudad de Santa Cruz de la Sierra, la capital departamental.
El municipio fue creado mediante Ley el 28 de enero de 2002, durante el gobierno del presidente Jorge Quiroga Ramírez, desprendiéndose del municipio de Mineros.
La agricultura es la actividad económica principal de San Pedro, con una alta producción de soya.

## Geografía
El municipio de San Pedro está ubicado en la parte más septentrional de la provincia Obispo Santistevan, en la parte occidental del departamento de Santa Cruz. Limita al sureste con el municipio de Fernández Alonso, al sur con el municipio de Mineros, al suroeste y oeste con el municipio de Santa Rosa del Sara en la provincia Sara, al norte y noreste con el municipio de El Puente en la provincia Guarayos y al este con el municipio de San Julián en la provincia Ñuflo de Chaves.

## Demografía
De acuerdo con el censo boliviano de 2024, la población del municipio de San Pedro es de 15 158 habitantes.
La población del municipio casi se duplicó entre 1992 y 2012, pero luego disminuyó drásticamente en la década siguiente:
| Año  | Habitantes (municipio) | Fuente |
| ---- | ---------------------- | ------ |
| 1992 | 10.267                 | Censo  |
| 2001 | 14.644                 | Censo  |
| 2012 | 19.103                 | Censo  |
| 2024 | 15.158                 | Censo  |

## Transporte
San Pedro se ubica a 149 kilómetros por carretera de Santa Cruz de la Sierra, la capital del departamento.
Desde Santa Cruz, la carretera asfaltada Ruta 4 conduce hacia el norte por 57 km hasta Montero, de allí una carretera regional, la Ruta 10, continúa hacia el norte por 92 km por General Saavedra, Mineros y Fernández Alonso hasta San Pedro y continúa en dirección noroeste, en dirección Hardeman.